# Nyssa biflora
Espèce
Classification APG III (2009)
Nyssa biflora, communément appelé tupelo des marais (swamp tupelo), ou swamp black-gum est une espèce de tupelo nord-américaine appréciant les habitats marécageux . 

## Description
Le tupelo des marais pousse principalement dans les plaines côtières du Delaware, de l'est du Maryland et du sud-est de la Virginie, du sud de la Floride et de l'ouest à l'est du Texas. Son aire de répartition s'étend au nord jusqu'à la vallée du Mississippi jusqu'au sud de l'Arkansas, à l'ouest et au sud du Tennessee.
Le tupelo des marais pousse dans les climats chauds et humides. Il tolère non seulement les inondations, mais prospère dans ces conditions. On le trouve rarement sur des sites qui ne sont pas inondés une grande partie de la saison de croissance. Le tupelo des marais pousse dans les eaux en amont des marais, rivages marécageux, étangs, fonds de rivières, baies, estuaires et criques basses. Normalement, il ne pousse pas dans les parties les plus profondes des marécages ou des débordements des rivières.
Le type de régime hydrique est plus important pour la croissance du tupelo des marais que le type de sol. La meilleure croissance est obtenue sur les sites où le sol est continuellement saturé d'eau en mouvement et très peu profonde. La croissance peut être réduite jusqu'à 50% lorsque l'eau stagne, comme dans les étangs. Les inondations intermittentes, avec des cycles de séchage périodiques, ou des inondations profondes continues même avec déplacement l'eau, réduisent également la croissance.
Les arbres et arbustes communément associés au tupelo des marais sont :  érable rouge (Acer rubrum), céphalanthe occidental (Cephalanthus occidentalis), buckwheat-tree (Cliftonia monophylla), cornouiller (Cornus spp.), swamp cyrilla ( Cyrilla racemiflora ) , troène des marécages (Forestiera acuminata), Frêne de Caroline (Fraxinus caroliniana), loblolly-bay (Gordonia lasianthus), Houx cassine (Ilex cassine), inkberry (I. glabra), yaupon (I. vomitoria), fetterbush lyonia (Lyonia lucida), et bayberry (Myrica spp.).
Le tupelo des marais a de minuscules fleurs blanc verdâtre qui apparaissent au printemps avec les feuilles, généralement fin avril. Les insectes, principalement les abeilles, sont le principal vecteur de pollinisation, mais le pollen se propage également par le vent. Le fruit, ou drupe, passe du vert au bleu foncé en mûrissant, généralement début novembre.
Les graines hivernent et germent normalement au printemps suivant. La  germination n'a pas lieu sous l'eau mais les graines immergées germent une fois que l'eau descend sous la surface du sol. La germination est rapide dans des conditions humides et drainées à 21 C° et plus. Après la germination, les semis doivent croître rapidement pour maintenir l'apex et les feuilles au-dessus de l'eau car une submersion prolongée pendant la croissance active les tue. Mais la submersion pendant la saison de dormance n'a aucun effet négatif.
Le tupelo des marais développe normalement une racine pivotante et a une base gonflée à la hauteur moyenne du niveau d'eau de la saison de croissance. Les racine aquatiques, qui se développent dans des conditions d'inondation, aident à soutenir l'arbre et à capturer les nutriments. Ces racines spécialisées tolèrent des concentrations élevées de dioxyde de carbone, oxydent la rhizosphère et continuent la  respiration anaérobie. Ainsi, ils sont la clé de la capacité de l'espèce à prospérer dans des conditions inondées.